# Zakład Materiałów Magnetycznych „Polfer”

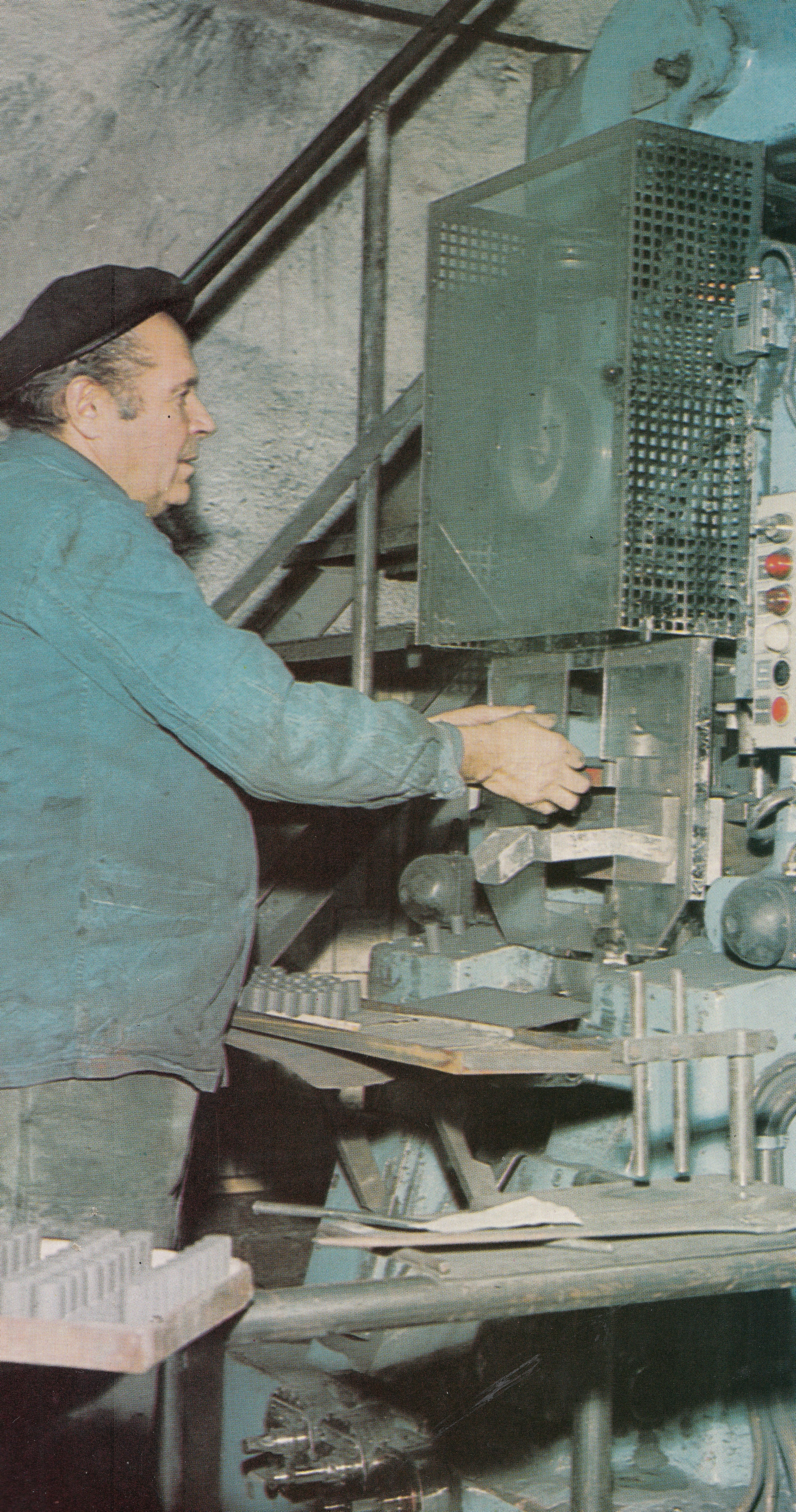
Obsługa prasy mechanicznej do prasowania wyrobów ferrytowych w zakładzie w Warszawie w latach 70.

Zakład Materiałów Magnetycznych (ZMM) „Polfer” – polskie przedsiębiorstwo państwowe produkcyjne z własnym zapleczem badawczo-rozwojowym, istniejące w latach 1956–1999.
ZMM „Polfer” powstał w odpowiedzi na potrzeby polskiego przemysłu elektronicznego i był pierwszym oraz wiodącym producentem ferrytów – tlenkowych materiałów magnetycznych (wytwarzanych na drodze procesów ceramicznych), stosowanych głównie do budowy podzespołów elektronicznych oraz jedną z ważniejszych w kraju jednostek zajmujących się rozwojem ich technologii.

## Kalendarium
- Zakład Materiałów Magnetycznych (ZMM) „Polfer” został utworzony decyzją Ministra Przemysłu Maszynowego (MPM) z dnia 2 marca 1956 r., jako przedsiębiorstwo państwowe zlokalizowane w Warszawie między ulicami Pawią 55 i Dzielną 60.
- Decyzją MPM z dnia 8 września 1965 r. powołano zakład zamiejscowy w Woźnikach (woj. mazowieckie), który podjął produkcję elementów indukcyjnych (głównie filtrów pośredniej częstotliwości).
- Decyzją MPM z dnia 14 kwietnia 1971 r. został powołany zakład zamiejscowy w Skierniewicach, który podjął wielkoseryjną produkcję magnesów ferrytowych oraz wybranych rdzeni z ferrytów manganowo-cynkowych (Mn-Zn) i niklowo-cynkowych (Ni-Zn). Zakład w Skierniewicach specjalizował się w produkcji rdzeni zespołów odchylania stosowanych w konstrukcji lamp kineskopowych. W roku 1996 został zakupiony przez Philips Electronics[2]. Przedsiębiorstwo działające pod firmą FerCom istniało do 2010 roku[3].
- Przedsiębiorstwo rozszerzało asortyment oraz następował wzrost produkcji i sprzedaży wyrobów do momentu przekształceń własnościowych, rozpoczętych w 1990 r.
- W roku 1999 nastąpiła likwidacja zakładu macierzystego w Warszawie i ZMM „Polfer” przestał istnieć jako przedsiębiorstwo państwowe.
- Po sprywatyzowaniu, zakład w Woźnikach zachował profil działalności i obecnie istnieje jako Polfer Podzespoły Indukcyjne S.A.[4]
- Zakład w Skierniewicach zmieniał kilkakrotnie właścicieli i profil działalności. Obecnie istnieje Zakład Ferrytów Magnetycznie Miękkich pod nazwą FERROXCUBE POLSKA Spółka z o.o.[5]

## Znaczące etapy

### Okres pionierski
Pierwsze w Polsce prace rozwojowe nad tlenkowymi materiałami magnetycznymi podjęto w roku 1952 w Zakładach Radiowych im. Marcina Kasprzaka w Warszawie. W skład zespołu pionierskiego kierowanego przez Aleksandra Bragińskiego wchodzili Romualda Krzyszowska, Kazimierz Fronczek, Jacek Kulikowski i Tomasz Postupolski. W roku 1953 uzyskano pierwszy polski patent oraz opublikowano pierwszy artykuł. Trzyletnie prace badawczo-rozwojowe zespołu stworzyły podstawy do uruchomienia produkcji w skali przemysłowej, co nastąpiło na podstawie decyzji rządowej w 1956 roku.

### Faza rozwoju technologii i wzrostu produkcji
Produkcja ferrytów wymagała opracowania chemicznych technologii syntezy materiałów, ceramicznych technologii prasowania i spiekania oraz pomiarów własności fizykochemicznych, zwłaszcza magnetycznych. We wszystkich tych obszarach ZMM „Polfer” prowadził własne prace badawczo-rozwojowe, bez posiłkowania się jakimikolwiek licencjami zagranicznymi, popularnymi w latach siedemdziesiątych.
Opracowane, zoptymalizowane i wdrożone technologie prasowania z proszków tlenków metali, spiekania i obróbki mechanicznej pozwoliły na stworzenie materiałów ferrytowych magnetycznie miękkich, oznaczanych ogólną zastrzeżoną nazwą FERROXYD – seria ferrytów manganowo-cynkowych (Mn-Zn) i ferrytów niklowo-cynkowych (Ni-Zn), różniących się pod względem przenikalności magnetycznej i rezystywności. Odpowiednio do przeznaczenia były one formowane w różne kształty. W ostatniej fazie istnienia przedsiębiorstwa, produkowano rdzenie z ferrytów magnetycznie miękkich, w tym typoszeregi rdzeni pierścieniowych, kubkowych, typu E i walcowych we wszystkich kombinacjach materiałowych. Ponadto produkowano szeroki asortyment rdzeni antenowych, strojących i ekranujących.
Skala produkcji dla ferrytów Mn-Zn była rzędu 4000 ton rocznie, z czego około połowę stanowiły rdzenie zespołu odchylania (RZO). Rdzeni z ferrytów Ni-Zn wytwarzano około 1000 ton rocznie.
Uruchomiono linie produkcyjne do masowego wytwarzania anizotropowych magnesów głośnikowych przy użyciu proszku ferrytu baru oraz magnesów segmentowych z ferrytu strontu do silników elektrycznych dla potrzeb motoryzacji. Produkowano ich łącznie około 2000 ton rocznie.
Opracowano także technologię magnesów spiekanych (w atmosferach ochronnych) z metali ziem rzadkich (Sm – samar, Pr – prazeodym i Nd – neodym) o gęstości energii kilkukrotnie większej od gęstości energii najlepszych magnesów strontowych lub barowych. Uruchomiono ich produkcję na małą skalę.
Produkowano na podstawie własnej technologii tzw. magnesy wiązane, otrzymywane na drodze mieszania w podwyższonych temperaturach proszku ferrytu barowego lub strontowego z tworzywami sztucznymi, w obecności pola magnetycznego (wersja anizotropowe) lub bez pola (wersja izotropowa). W ten sposób wytwarzano magnesy stosowane do korekcji obrazu w kineskopach telewizyjnych i taśmy magnetyczne do różnych zastosowań.
Opracowano ferryty o prostokątnej pętli histerezy (PPH) na rdzenie pamięciowe, z których następnie były szyte płaty pamięci do zastosowania w maszynach cyfrowych. W połowie lat siedemdziesiątych ZMM „Polfer”, jako wiodący w RWPG, produkował ich około jednego miliarda rocznie. Wytwarzano też tzw. ferryty gęste, o gęstości prawie równej gęstości teoretycznej, do zastosowania w taśmowych oraz bębnowych pamięciach masowych używanych w ówczesnych komputerach.
Odrębną grupę wyrobów stanowiły ferryty mikrofalowe o strukturze spinelu i granatu. Wykonane z nich kształtki były stosowane w podzespołach mikrofalowych, takich jak cyrkulatory i izolatory, zarówno falowodowe, jak i współosiowe. Technologia małoseryjnej produkcji tych wyrobów do zastosowań radiolokacyjnych została przejęta przez Przemysłowy Instytut Telekomunikacji (obecnie PIT-RADWAR S.A.) i jest nadal wykorzystywana.
Podzespoły indukcyjne, zwłaszcza dławiki, podzespoły do obwodów rezonansowych i filtrów pośredniej częstotliwości oraz filtry i cewki dla potrzeb teletransmisji były opracowane od podstaw. Wdrożono także pomocnicze technologie przetwórstwa tworzyw sztucznych oraz uzwajania i montażu elementów indukcyjnych. W najlepszym okresie produkcja tych podzespołów sięgała około 40 mln sztuk rocznie.
W szczytowym okresie rozwoju ZMM „Polfer” zatrudniał łącznie (zakład macierzysty wraz z zakładami w Woźnikach i Skierniewicach) 3500 pracowników. Osiągnięto wysoki poziom jakościowy wyrobów, dużą wydajność, a tym samym niskie koszty produkcji. Stworzyło to możliwości eksportowe o wartości około 3,5 miliona USD rocznie.

### Wygaszanie działalności, prywatyzacja
Osłabienie inwestycyjne związane z okresem po roku 1980, późniejsze zmiany w kierunku pełnej gospodarki rynkowej i rozpoczynająca się globalizacja spowodowały pogorszenie się konkurencyjności produkcji w całej branży krajowych producentów sprzętu elektronicznego, przez co ZMM „Polfer” szybko tracił głównych klientów. Zjawiska te oraz wyznawana w okresie transformacji ekonomiczna doktryna odchodzenia od własności państwowej przemysłu stworzyły przesłanki do prywatyzacji przedsiębiorstwa. Równolegle pojawiły się możliwości eksportowe, stało się to jednak zbyt późno i nie zostały one wykorzystane. Lokalizacja zakładu warszawskiego w obrębie gęsto zaludnionej dzielnicy mieszkaniowej nie dawała się pogodzić z dużą uciążliwością produkcji (zapylenie, hałas), co dało pretekst do likwidacji działalności produkcyjnej sprywatyzowanego zakładu w Warszawie.

## Ludzie ZMM „Polfer”
Prace technologiczne, konstrukcyjne i badawcze, dzięki którym ZMM „Polfer” mógł osiągnąć wysoki poziom produktu bez kupowania licencji, były prowadzone w następujących obszarach.
- Badania podstawowe, ferryty Mn-Zn, Ni-Zn: Aleksander Bragiński, Romualda Krzyszowska, Jacek Kulikowski.
- Metody pomiarowe, badania podstawowe, normalizacja międzynarodowa: Tomasz Postupolski.
- Technologie ceramiczne, procesy przygotowania materiałów, formowania i spiekania: Sławomir Gąsiorek, Andrzej Leśniewski, Aleksandra Dąbrowska, Teresa Lubańska, Mirosława Mozdyniewicz, Joletta Pawlica.
- Ferryty o prostokątnej pętli histerezy (PPH): Jan Gościmski, Henryk Mrowiec.
- Materiały magnetycznie twarde: Paweł Hutny, Zygmunt Siermiński.
- Badania fizykochemiczne: Józef Masiulanis, Helena Hawlik, Aleksandra Miracka.
- Ferryty i podzespoły mikrofalowe: Fryderyk Foniok, Maciej Konwicki, Zenon Krzycki.
- Konstrukcja cewek i osprzętu do rdzeni ferrytowych: Wiesław Dąbrowski, Tadeusz Stróżyński, Witold Markowicz.

W zakresie zarządzania i organizacji produkcji znaczącą rolę odegrali: Paweł Hutny, Tadeusz Wikło, Edward Papuga, Janina Tobota, Zygmunt Siermiński oraz Janusz Ostrowicz.

## Osiągnięcia specjalne
Już pod koniec lat 50 XX w. utworzono w zakładzie wydzielone Biuro Badawcze. To pociągnięcie organizacyjne, wyjątkowe jeśli chodzi o zakład produkcyjny, okazało się bardzo efektywne w skutkach. W krótkim czasie ZMM „Polfer” stał się zakładem należącym do czołówki europejskiej pod względem rodzaju i jakości wytwarzanych ferrytów. Prężne zaplecze badawczo-rozwojowe i technologiczno-konstrukcyjne podczas całego istnienia zakładu macierzystego pełniło rolę wiodącą i było ściśle związane z produkcją. Powstawały tam opracowania nowych technologii i konstrukcji. Opracowywano także metody pomiarowe oraz prowadzono niektóre badania podstawowe. Efekty tych działań były szeroko doceniane.
- W ciągu pracy w ZMM „Polfer” 6 osób uzyskało stopień doktora nauk technicznych (A. Bragiński, R. Krzyszowska, J. Kulikowski, S. Makolągwa, T. Postupolski i J. Gierałtowski) oraz 2 osoby stopień doktora habilitowanego (A. Bragiński i Sł. Gąsiorek).
- Nagrodę państwową II stopnia w 1964 r. otrzymał zespół pracowników ZMM „Polfer”: A. Bragiński, F. Foniok, P. Hutny, R. Krzyszowska, J. Kulikowski, S. Makolągwa, J. Masiulanis i T. Postupolski.
- Nagrodę państwową I stopnia w zakresie elektroniki, elektrotechniki i telekomunikacji za opracowanie technologii i produkcji materiałów i podzespołów ferrytowych otrzymał w 1980 r. zespół pracowników ZMM „Polfer”: Sł. Gąsiorek, W. Dąbrowski, F. Foniok (pośmiertnie), J. Gościmski, P. Hutny, J. Kulikowski, A. Leśniewski, S. Makolągwa (pośmiertnie), J. Masiulanis, H. Mrowiec, T. Postupolski, W. Reda.

Osiągnięcia eksportowe oraz aktywność naukowo-techniczna stworzyły możliwość udanego eksportu „know-how”:
- 1977 – dostarczono do NRD dokumentację techniczną na produkcję filtrów pośredniej częstotliwości
- 1984 – dostarczono dokumentację oraz narzędzia (formy prasownicze) z węgliku wolframu na rdzenie transformatorowe typu U i E oraz rdzenie kubkowe i uruchomiono ich produkcję w zakładzie Jinning Radio and Appliance Factory w Nankinie (Chiny)
- 1985 – uruchomiono produkcję magnesów anizotropowych oraz rdzeni zespołów odchylania w zakładzie ferrytowym w Baoji (Chiny).

Uzyskano szereg patentów dotyczących technologii wytwarzania ferrytów i konstrukcji podzespołów magnetycznych, m.in.